# 女性主義與男性
女性主義與男性之間的關係一直是錯綜複雜的。男性已顯著的在文化和政治上參與一部分屬於女權運動的每一個“波”的運動。 這些回應已有不同聲音，多一些同情或比其他人的批判性更重，取決於個別人與當時的社會背景。一種流行的分類法已由邁克爾·金梅爾提供，將男性的反應列為落入反女性主義（antifeminist）、男性主義者與拥女主义的類別，每種主要的分野是在他們的男性氣概上的看法不同。  金梅爾自己屬於在他親女性主義的類別。男性回溯包括古典希臘時期的柏拉圖的和阿里斯托芬呂西斯特剌忒的時代，討論此時期婦女在社會上的地位。

## 歷史
18世紀時一些男性哲學家被人權的問題所吸引，他們在自身哲學理論的基礎上加入關於婦女權益的論述，例如：法國馬奎斯·孔多塞侯爵擁護婦女的教育。自由主義者，如：功利主義者傑里米·邊沁，在當時由於越來越多人相信婦女在法律上遭受不公正對待，因此他要求婦女在各種意義上的平等權利。

## 男性對女性主義的回應
不少保守派反對女權主義，但不等於歧視女性，他們對女權主義者強調未婚單親母親權益，鼓勵離婚、或生一堆孩子靠政府救濟、或推崇性解放、拋開家庭以做單身母親為榮、或強調男女全方位絕對平等的走火入魔的舉動不以為然，認為他們破壞傳統家庭價值。部分保守派特別強調這一點。

## 親女性主義者的歷史

### 十九世紀
部分政治家在20世紀後支持女性投票權，1919年美國憲法第十九修正案，使美國女性自1920年起，獲得投票權。

## 現代男性解放運動
男性解放運動開始於20世紀70年代初的提升自覺組織，以幫助男性擺脫性別角色的限制本身。男性解放運動的支持者認為，男性的枷鎖是一種機制，以符合男性的身份到一個單一的男性氣概感，加強父權制代替枷鎖，男性解放運動呼籲公開承認陽剛氣質的成本：男性作為家庭核心的經濟支柱，以及對男性表達情感的禁忌，滯留於此種固定角色。最重要的，這項運動是可以接受男人公開自己的情緒，同時保持他們的男性氣概。
性別和生理性別之間的差別起源於男性解放運動。在以往生物上可被接受的男性性別角色和陽剛之氣的社會建設關係，被學者視為身為一個男性與女性運動合作時的限制。這種性別角色理論中尖銳的對比視性別為由男女之間的生物差異決定的東西。其他男性解放運動的關鍵要素是，性別是互相關聯的，當失去一方後另一方就無法繼續存在，作為一個整體的性別是社會建構，而不是出於生物上的必然需要。因此，第二波親女性主義作家探索社會實踐和機構之間的相互作用，以及性別觀念。

## 反女性主義者的回應
對女性主義的反對有各種形式，無論是批評女性主義思想和實踐，或爭論於它是內斂的。

## 男性重塑运动
这方面的运动侧重于男性如何转变性别角色、社会结构中，重新寻找及建立一套站得住腳的男性性別角色、行为、思想及与女性的关系。立场上可以是反女性主義者或男性主義者或親女性主义者的主张，取決於當時個人的背景環境。反女性主義的保守主義者致力於建立一套「回归传统」的論述，但亦有一部份男仕寻找著另一套新理念，試圖重新審視、觀察、反思、建立當代的男性氣概（男性气质） 。

## 男性女性主義
歷史上有為數不少的男性已從事女權運動（Male feminism）。1866年，約翰·斯圖爾特·密爾（《婦女的屈從》的作者），向英國議會提出了婦女請願書，並支持1867年改革法案的修正案。如今，像麥克爾·福德、邁克爾·曼斯勒和邁克爾·金梅爾等學者都參與了男性研究和親女性主義者。

## 男性研究
研究男性氣概的學者尋求擴大通過男性的性別研究的學術話語。雖然學者們認為，最學術的學科，除了婦女研究，可以認為是“男性的研究”，因為他們聲稱該課程的內容主要是男性受試者，研究男性氣概的學者組成斷言，男性的研究特別是分析男性的性別經驗。
男性研究的中心是了解“性別”並不意味著“女性”，相同的，“種族”不不意味著“黑人”。人類的研究是典型的跨學科，並納入女權主義者的概念，“個人就是政治”。研究男性氣概的學者通過婦女研究努力促進現有的對話。

## 延伸閱讀
- 《男性氣概的當代觀點》（Contemporary Perspective on Masculinity）- 肯尼斯‧克拉特鮑（Kenneth Clatterbaugh）著，劉建台、林宗德譯，台灣：女書文化，2003年11月 ISBN 9-57823-348-5
- Alan D. Berkowitz (ed.) Men and rape: theory, research, and prevention programs in higher education, issue 65 of New directions for student services, Jossey-Bass, 1994, ISBN 9780787999711.

## 外部連結
中立立場
- 當男人遇見女性主義：男性性別意識形成歷程之研究[永久]
- 解放男性 與女人並肩到老（页面存档备份，存于）
- NOMAS website（页面存档备份，存于）
- White Ribbon Campaign website（页面存档备份，存于）

女性主義立場
- 女性主義與男性（页面存档备份，存于）